# Michael Schmolke
Michael Schmolke (* 13. Februar 1934 in Gleiwitz; † 6. Oktober 2023 in Salzburg) war ein deutscher Kommunikationswissenschaftler.

## Leben
Nach der Vertreibung aus seiner schlesischen Heimat studierte Michael Schmolke von 1954 bis 1959 Publizistik, Germanistik, Geschichte, Philosophie und Pädagogik in Münster, Göttingen und München. Von 1958 bis 1962 war er Redakteur der kirchlichen Wochenzeitung Kirche+Leben. Er war, mit Franz-Josef Eilers SVD und Karl R. Höller, einer der Gründer der Fachzeitschrift Communicatio Socialis, für die er jahrzehntelang zahlreiche Beiträge verfasste.
Nach der Promotion 1965 und der Habilitation 1970 für Publizistik und Kommunikationswissenschaft in Münster war er von 1973 bis 2002 Professor für Publizistik und Kommunikationswissenschaft an der Universität Salzburg. 2003 verlieh ihm das Land Salzburg den René-Marcic-Preis.

## Schriften
- Adolph Kolping als Publizist. Ein Beitrag zur Publizistik und zur Verbandsgeschichte des deutschen Katholizismus im 19. Jahrhundert. Regensberg, Münster 1966 (Dissertation).
- mit Winfried B. Lerg: Massenpresse und Volkszeitung. Van Gorcum, Assen 1966.
- mit Henk Prakke, Franz Dröge, Winfried B. Lerg: Kommunikation der Gesellschaft. Regensberg, Münster 1968.
- mit Henk Prakke, Franz Dröge, Winfried B. Lerg: Publizisten zwischen Intuition und Gewißheit. Van Gorcum, Assen 1970.
- Die schlechte Presse. Katholiken und Publizistik zwischen „Katholik“ und „Publik“ 1821–1968. Regensberg, Münster 1971.
- Der Verleger zwischen Tradition und Innovation (= Salzburger Universitätsreden, Nr. 62). Pustet, Salzburg 1976.
- mit Joan Hemels: Katholische Publizistik in den Niederlanden (= Communicatio Socialis, Beiheft 6). Schöningh, Paderborn 1977.
- Die Neuen Medien sind keine neue Medien. Anmerkungen und Anregungen zu Kabelkommunikation und Kirchenpresse (= Reden zur Zeit, Nr. 60). Verlag Johann Wilhelm Naumann, Würzburg 1981.
- Wegbereiter der Publizistik in Österreich. Autoren mit ihren Arbeiten von Joseph Alexander von Helfert bis Wilhelm Bauer. 1848–1938. Österreichischer Kunst- und Kulturverlag, Wien und St. Johann im Pongau 1992.
- Aufklärung und Aberwissen. Ausgewählte Beiträge zur Publizistik. Verlag Reinhard Fischer, München 1999.